# Salne (rejon niżyński)
Salne (ukr. Сальне) – wieś na Ukrainie, w obwodzie czernihowskim, w rejonie niżyńskim. W 2001 liczyła 714 mieszkańców.